# Fukase
Fukase（1985年10月13日－），日本創作歌手、吉他手、演員。本名“深濑智”（／），旧称“深濑慧”。日本樂團SEKAI NO OWARI成员。東京都大田区出身。血型是B型。身高168厘米。

## 人物
Fukase是日本樂團SEKAI NO OWARI的初代成员。在樂團成员Saori眼中Fukase是「天真浪漫且神经质的Leader」。
Fukase的父亲是系统工程师，母亲是位幼儿园教师，以及大姐深濑Moe，二姐深濑Mana，姐姐们还参与了Fukase的歌曲〈Family〉的合唱，她们相差8岁。
Fukase在10几岁时被诊断为注意力不足過動症。
Fukase是樂團里的创作主力。不仅喜欢骑自行車，甚至经常一边骑一边构想音乐。
Fukase是当地一个羽毛球俱乐部的成员，每周与同样是俱乐部成员的Saori母亲在体育馆打三次基本的羽毛球。
Fukase在上学的时侯就喜欢嘻哈音乐，曾认真考虑是做樂團还是做饒舌歌手。但考虑自己的声音不适合饒舌，便选择做樂團。Fukase在现场表演一般是手拿麦克风演唱，偶尔抱着吉他边弹边唱。
高中辍学后，曾打算於美國留學2年，但赴美後不久卻因言語不通及未能適應當地的生活習慣，因而患上了恐慌症，两周后便回国住进精神病院。他一并患有疑病症和强迫症，出院后继续在门诊治疗了三年。现在病情已经缓解，但药物副作用曾影响他一段时间。现在仍需服用安眠药。
早期在国外是以“Peace”的名义活跃。最初Fukase是戴着小丑面具示人。
Fukae在2011年买了一台跑步机，他希望在精神上变得更强大，认为 "强大的精神始于强大的身体"。便从只有一张床和一把吉他的房间里多了一台跑步机。
2013年，在同公司的艺人livetune的歌曲〈Take Your Way〉中担当主唱。
2016年，录制了由山葉发行《Vocaloid 4 Library Fukase》的语音取样。2019年，登上雑誌《TV Bros.》4月号的封面。2020年，推出品牌Bad Mood，并担任设计总监。在2021年6月上映的电影《魔仿犯》中担任主演，饰连环杀手。
2021年10月13日，出版第一本绘本《Blueno》。

## 使用器材

### 麦克风
- 邊界麥克風
- 舒爾KSM9

### 吉他
电吉他
- FenderTelecaster
- Gretsch White Falcon with Bigsby
- Gretsch Silver Penguin
- Gibson Les Paul Junior

原声吉他
- Taylor（日语：テイラー・ギター） NAMM 2012 BTO GACE-Maple HB

放大器
- Roland JC-120（日语：ローランド・JC-120）

## 参加作品
- Livetune
  - 〈Take Your Way〉（主唱）

## 出演

### 电影
- 《Character》（2021年6月11日上映，東宝）臺譯：《魔仿犯》 - 饰 兩角[13][14]
- 《工作細胞》（2024年，華納兄弟日本） - 飾 白血病細胞

### CM
- 麒麟啤酒『淡丽Green Lable（日语：麒麟淡麗〈生〉）「雨篇」「Green Jukebox 雨篇」』（2018年5月－）

- 麒麟啤酒『淡丽Green Lable「星篇」「Green Jukebox 星篇」』（2018年7月－）

## 書籍

### 絵本
・《Blueno》（2021年10月13日、福音館、水鈴社）

## 脚注

### 注釈
1. ↑  姓名的读法、姓氏的漢字表記都是真名，但漢字“慧”是化名。

### 出典
1. ↑  ラジオ番組「真夏の夜のセカオワ」NHK-FM（2017年8月13日放送）
2. 1 2  SEKAI NO OWARI シングル『INORI』インタビュー（パーソナルデータ） （页面存档备份，存于）（excite music・2011年8月16日）
3. ↑  . Twitter.   [2020-09-24]. （原始内容存档于2022-05-09） （日语）.
4. ↑  . highsnobiety.jp. 2020-03-17  [2020-09-24]. （原始内容存档于2022-04-17） （日语）.
5. 1 2  . cinra.net.   [2017-02-04]. （原始内容存档于2021-07-18）.
6. ↑  雑誌『ROCKIN'ON JAPAN』2011年6月号 p140
7. ↑  SEKAI NO OWARIのFukaseを迎えた「Take Your Way」 （页面存档备份，存于）（ナタリー・2013年6月4日）
8. ↑  「セカオワ」FukaseのVOCALOIDが発売　ささやき声、ロボ声も再現 （页面存档备份，存于） ITmedia 2016年1月8日
9. ↑  Fukaseが単独初表紙! 「TV Bros.」4月号はSEKAI NO OWARI 全22ページの大特集!! （页面存档备份，存于） (PR TIMES･2019年2月22日)
10. ↑  . Instagram.   [2020-03-08] （日语）.
11. ↑  . Sponichi Annex (スポーツニッポン新聞社). 2020-12-08  [2020-12-08]. （原始内容存档于2021-10-20）.
12. 1 2  . tower.jp.   [2021-07-28]. （原始内容存档于2021-10-21）.
13. ↑  . realsound. 2020-12-08  [2020-12-09]. （原始内容存档于2021-10-22）.
14. ↑  . 日刊スポーツ. 2020-12-08  [2020-12-09]. （原始内容存档于2021-10-20）.